# Gynoplistia (Gynoplistia) yonguldye
Gynoplistia (Gynoplistia) yonguldye is een tweevleugelige uit de familie steltmuggen (Limoniidae). De soort komt voor in het Australaziatisch gebied.